# Le Turbot
Pour les articles homonymes, voir Turbo.
Le Turbot (titre original en allemand : Der Butt) est un roman de l'écrivain allemand Günter Grass, publié en 1977 aux éditions Luchterhand (Darmstadt). Il a été traduit en français par Jean Amsler deux ans plus tard et est actuellement disponible aux éditions Points-Seuil.
Il est selon l'expression de Thomas Serrier un « feu d'artifice rabelaisien » et une déclaration d'amour aux femmes, ironique et sincère à la fois, au temps des grands combats féministes. Il prend par ailleurs place à une époque charnière dans la vie de l'auteur qui se sépare de sa première épouse Anna et assiste à la naissance d'Helene, la plus jeune de ses filles à qui l'ouvrage est dédié.
Inspiré du conte populaire Der Fischer und seine Frau (Le Pêcheur et sa femme), repris par les frères Grimm, Alexandre Pouchkine et le peintre Philipp Otto Runge au XIXe siècle, Le Turbot est une fresque monumentale en neuf livres représentant chacun neuf mois. Il est largement alimenté par l'histoire et la mythologie germanique et cherche à développer une réflexion personnelle, universelle et satirique sur la société telle qu'elle a évolué à l'aube des années 1980. Les difficultés intemporelles du couple sont également évoquées. Le romancier signe un genre d'épopée lyrique et parodique sur la nourriture, du paléolithique à aujourd'hui : de la consommation du « Glumse » (mélange de lait caillé d'élan avec des œufs de morue) à la dégustation de coquelet aux hormones accompagné de sauce curry en passant par des morceaux d'agneau rôtis à l'ail et aux poires. Grass déclare à propos de cette œuvre : « Le lieu de l'action, c'est le présent; le sujet est l'histoire de notre nourriture, de l'âge de pierre jusqu'à nos jours. ».

## Résumé
Au départ, il y a une fusion parfaite entre l'homme et Illsebill ou Ava (Aua en allemand), divinité féminine primitive à trois mamelles. La séparation des deux corps entraîne la naissance du monde, habité par l'homme et la femme. À l'âge de pierre, l'homme pêche un turbot dans la Vistule mais le poisson, d'ascendance merveilleuse, lui promet le pouvoir absolu en échange de sa liberté. L'homme accepte mais est contrecarré dans ses plans par l'ingéniosité de la femme. Celle-ci devient cuisinière à travers le temps pour reprendre la position dominante dont elle est privée. Neuf femmes d'exception sont ressuscitées par un récit mythique pour incarner chacune un moment précis de l'histoire culinaire. La déesse Ava se réincarne ainsi en Mestwina la nourricière et meurtrière de l'archevêque Adalbert de Prague au Xe siècle, la mystique et dévouée sœur Dorothée de Montau qui vécut à l'avènement du gothique flamboyant, l'abbesse rabelaisienne Margarethe Rush dite « Gret la Grosse », Agnes la Kachoube, née en pleine guerre de Trente Ans, la Prussienne Amanda Woyke qui introduisit la pomme de terre en Pologne, Sophie Rotzold la cueilleuse de champignons au temps des campagnes napoléoniennes ou encore Lena Stubbe, auteur d'un livre de cuisine prolétarien au début du siècle dernier. Repêché lors des années 1970 dans la mer Baltique, le turbot comparaît devant un tribunal féministe présidé par la juge Schönherr (qui signifie « Bel homme » en allemand), mais le poisson reste imperturbable devant ses principaux chefs d'accusation. Celui-ci se défend mollement, dissertant sans fin sur l'histoire et la philosophie. Il se désolidarise également de l'homme face à ce qu'il estime être un manque d'intelligence et de discernement. Désormais, c'est aux femmes que le dieu-flet prodigue ses conseils et l'homme se voit relayé aux tâches ménagères ainsi qu'à la garde des enfants pendant que son épouse, en quête d'émancipation, jouit d'une virilité nouvelle.

## Commentaires
Le Turbot est sans doute l'une des œuvres les plus complexes et denses de Günter Grass. Il se présente comme une chronique de la cuisine expérimentale. Ce récit maniériste, postmoderne, parodique et hors du temps présent permet à son auteur d'échapper à l'actualité politique, évoquée dans Le Journal d'un escargot (Aus dem Tagebuch einer Schnecke, 1972). On y retrouve son symbolisme habituel : neuf mois pour neuf livres (le temps d'une grossesse), ainsi qu'une technique de collage expressionniste, héritée de John Dos Passos et Alfred Döblin (anecdotes, bribes de récit, réflexions historiques, considérations philosophiques, poèmes). Aucun ordre chronologique n'est respecté. La narration se dissémine dans un style discontinu, polyphonique et éclaté qui mélange les temps de l'histoire.
Cette œuvre expérimentale élabore une cartographie disparate du Saint-Empire romain germanique, de Hambourg à Berlin-Ouest, en passant par Lübeck et Dantzig. Le romancier balade le lecteur au gré d'anachronismes, de digressions multiples, de néologismes, de calembours, de notations grivoises, de jeux de mots savants ou de commentaires ironiques et érudits. La langue employée multiplie les pistes de lecture. Il s'agit, à la fois, d'un roman et d'un atelier du roman citant, de manière explicite, des monuments de l'histoire littéraire ou l'œuvre de l'auteur : Boccace, François Rabelais, Cervantès, Martin Opitz, Grimmelshausen, Voltaire, Laurence Sterne, Jean Paul, les frères Grimm, Achim von Arnim, Clemens Brentano, John Dos Passos, Le Tambour... Le Turbot est une fable épique qui renvoie le temps des origines à une pêche miraculeuse, faisant de Gdańsk, de la Baltique et de la Hanse le lieu de la naissance première et des mouvements fondateurs de l'humanité : du combat primitif entre Edek et Wilzek, à l'arrivée en Pologne des tribus pomorzes, en passant par l'invasion de l'Est par les chevaliers teutoniques jusqu'à la vie des Kachoubes sous la guerre de Trente Ans.
Venue du fond des âges, une voix étrange retentit et se réincarne en différents personnages. Comme toujours, l'auteur procède par couches, strates et perspectives variées qui s'échangent et se confondent. Diverses voix narratives se superposent et changent d'identité par un jeu de miroirs et l'utilisation exhaustive des pronoms personnels (je, tu, il, nous, vous). Ava, la déesse nourricière, parle au nom des cuisinières, en opposition à l'homme et ses avatars. Le Turbot se veut par ailleurs un roman dialectique et dionysiaque sur l'histoire de la faim et du corps. Les rapports de force politiques au sein du couple et ses difficultés sentimentales sont mises en exergue. La forme universelle du conte permet de traverser les caractères et les genres inchangés à travers le temps. La guerre du feu est supplantée par la guerre des sexes. L'angoisse existentielle, procurée par les bouleversements du temps moderne et l'impossibilité de trouver un équilibre social et amoureux, perdure à travers les âges même si le roman s'achève sur un l'espoir d'une naissance ; celle d'une fille que contemplent ses parents.